# Osipowicze I
Osipowicze I (biał. Асіповічы I, ros. Осиповичи I) – stacja kolejowa w miejscowości Osipowicze, w rejonie osipowickim, w obwodzie mohylewskim, na Białorusi. Węzeł linii Mińsk - Homel z liniami do Baranowicz i Mohylewa.
Stacja powstała w XIX w. na linii Kolei Libawsko-Romieńskiej, pomiędzy stacjami Werejce a Tatarka.